# 殺戮時刻
《殺戮時刻》（英語：A Time to Kill）是一部1996年美國律政電影，由喬伊·舒馬克執導，阿奇瓦·高斯曼編劇，珊卓·布拉克、山繆·傑克森、馬修·麥康納、凱文·史貝西、布倫達·弗里克、奧立佛·普雷特、查爾斯·S·達頓、艾希莉·賈德、派屈克·麥古漢和唐納·蘇德蘭主演。電影改編自約翰·葛里遜的1989年同名小說，劇情講述一名黑人男子在密西西比州坎頓被指控謀殺了兩名強姦他女兒的白人男子，引起三K黨的報復，但一名年輕律師和助理出面為該黑人男子辯護。
本片為舒馬克二度改編葛里遜的作品，前部為1994年的《惊窥》。《殺戮時刻》1996年7月24日在美國上映，全球票房達1.52億美元，商業表現成功。但《殺戮時刻》在影評界褒貶不一，高斯曼的劇本特別受到詬病；傑克森藉由該片提名金球獎最佳電影男配角。

## 演員
- 珊卓·布拉克飾演愛倫·羅克（Ellen Roark）
- 山繆·傑克森飾演卡爾·李·海利（Carl Lee Hailey）
- 馬修·麥康納飾演傑克·布瑞金（Jake Brigance）
- 凱文·史貝西飾演魯弗斯·巴克利（Rufus Buckley）
- 布倫達·弗里克飾演愛賽兒·威蒂（Ethel Twitty）
- 奧立佛·普雷特飾演哈利·雷克斯·馮納（Harry Rex Vonner）
- 查爾斯·S·達頓飾演歐茲·沃爾斯警長（Sheriff Ozzie Walls）
- 艾希莉·賈德飾演卡拉·布瑞金（Carla Brigance）
- 派屈克·麥古漢飾演歐瑪·努斯法官（Judge Omar Noose）
- 唐納·蘇德蘭飾演盧西安·威爾班克斯（Lucien Wilbanks）
- 約翰·狄伊飾演提姆·南利（Tim Nunley）
- 道格·休奇森飾演詹姆斯·路易斯·「皮特」·威拉德（James Louis "Pete" Willard）
- 尼基·凱特飾演比利·雷·柯布（Billy Ray Cobb）
- 喬·塞內卡飾演以賽亞·史崔特牧師（Reverend Isaiah Street）
- 克里斯·庫柏飾演德韋恩·魯尼治安官（Department Sheriff Dwayne Looney）
- 貝絲·格蘭特飾演寇拉·梅·柯布（Cora Mae Cobb）
- 基佛·蘇德蘭飾演佛萊迪·李·柯布（Freddie Lee Cobb）
- 寇特伍德·史密斯飾演史都普·西森（Stump Sisson）
- M·艾密特·沃許飾演威拉德·提利爾·巴斯醫生（Dr. Willard Tyrell Bass）

## 反響

### 票房
《殺戮時刻》1996年7月24日在美國上映。電影在上映的前兩週就登上了榜首，國內票房收入超過1.08億美元。最終，全球票房總計1.52億美元。

## 外部連結
- 互联网电影数据库（IMDb）上《殺戮時刻》的资料（英文）
- AllMovie上《殺戮時刻》的资料（英文）
- TCM电影资料库上《殺戮時刻》的资料（英文）
- Box Office Mojo上《殺戮時刻》的資料（英文）